# Heterochelus sobrinus
Heterochelus sobrinus är en skalbaggsart som beskrevs av Hermann Burmeister 1844. Heterochelus sobrinus ingår i släktet Heterochelus och familjen Melolonthidae. Inga underarter finns listade i Catalogue of Life.